# Grec chypriote
Cet article concerne le dialecte grec moderne à Chypre. Pour le dialecte grec ancien, voir arcadochypriote.
Le grec chypriote (en grec moderne Κυπριακή διάλεκτος / Kypriakí diálektos), ou simplement chypriote (Κυπριακά / Kypriaká), est un dialecte du grec moderne parlé par plus d’un demi-million de personnes à Chypre et plusieurs centaines de milliers à l’étranger.

## Usage et cadre
C’est la langue de tous les jours de la plupart des Chypriotes grecs. C’est également la première langue des anciens Chypriotes turcs dans certains villages (Louroudjina, la région de Tylliria/Dillirga par exemple) et la plupart des autres anciens Chypriotes turcs le parleraient en tant que seconde langue. Il existe par ailleurs une diglossie entre le grec démotique standard et le dialecte chypriote. Dans certains cadres, parler le grec standard est exigé ou considéré comme poli, comme dans les salles de classe (mais pas pendant les récréations), au parlement, dans les médias, et en présence d’étrangers parlant le grec. Le chypriote grec est commun sur internet et sur les messages des téléphones portables.
En général, plus un locuteur utilise ce dialecte (proche du basilecte), plus il est considéré venant de la campagne (χώρκατος / Chórkatos), ou d’un milieu défavorisé, sans éducation. Cela peut être particulièrement stigmatisant dans les classes sociales favorisées. D’autre part, l’excessif évitement du dialecte au profit de l’acrolecte grec standard peut être stigmatisant dans d’autres cercles où l'usage du dialecte est considéré comme chic.
Le consensus social sur les rôles de l’acrolecte et du basilecte rapproche davantage la situation chypriote de celle qui prévalait en Grèce au milieu du XIXe siècle (quand le grec démotique fut stigmatisé) que de celle qui s'y développa au XXe siècle (où le consensus fut rompu et que la dhimotikí et la katharévousa entrèrent en concurrence pour devenir la langue noble). La diglossie chypriote fait que ce dialecte est l’un des trois à être largement utilisés (les autres étant le grec pontique et le grec crétois ; le dialecte pontique est plus vivant dans l’ancienne Union soviétique et en Turquie qu’en Grèce elle-même, où son usage n'est plus que symbolique, cependant que le dialecte crétois n'est plus que rarement employé à l'écrit. En conséquence, le grec chypriote est le seul dialecte grec à avoir une présence significative sur le Web, avec des blogs, des sites utilisant parfois le Greeklish.

## Histoire et littérature
Le dialecte chypriote moderne n’est pas une évolution de l’ancien dialecte arcadochypriote, mais de la koinè qui supplanta progressivement le dialecte arcadochypriote dès l'antiquité. Comme la plupart des régions hellénophones, Chypre connut une évolution interne de ses caractéristiques linguistiques, comparable à celle de Rhodes et d'autres anciennes régions de l'Empire byzantin, et en partie liée à son histoire. Chypre fut conquise en 1191 par Richard Cœur de Lion qui en fit don à Guy de Lusignan, fondateur du Royaume de Chypre, tandis que l'Empire byzantin sera divisé en plusieurs États latins dès la Chute de Constantinople en 1204.
La législation du Royaume de Chypre durant le Moyen Âge fut écrite dans ce dialecte. D’autres travaux médiévaux importants sont les chroniques de Léonce Machairas et de George Boustronios, tout comme une collection de sonnets à la manière de Pétrarque.
Au cours des cent dernières années, le dialecte a été utilisé en poésie, par des poètes majeurs tels que Vasílis Michailídis (en) et Dimítris Lipértis (en). Il est aussi utilisé traditionnellement dans les chansons populaires et la poésie populaire, dont τσιαττιστά (joute poétique, une forme de ta mère) et la tradition des ποιητάρηες (bardes). Plus récemment, il a été utilisé dans le reggae par Hadji Mike et dans le rap par plusieurs groupes chypriotes de hip-hop. (Voir aussi Musique de Chypre).
Des émissions de la télévision locale, le plus souvent des comédies ou des séries télévisées, font usage du dialecte.

## Caractéristiques linguistiques du grec chypriote

### Phonologie
- Les consonnes doubles ont gardé leur prononciation expressive du grec ancien.
  - Les doubles plosives sourdes (ττ, ππ, κκ) sont prononcées aspirées ([th], [ph], [kh] ou [ch] selon la voyelle suivante).
  - Les autres consonnes doubles sont prononcées comme des géminées. (ex. λλ prononcé [lː], μμ prononcé [mː], etc.)
- L’extrême palatalisation des vélaires grecques en palato-alvéolaires lorsqu’elles sont suivies des voyelles voyelles antérieures [e] et [i] ou de la semi-voyelle [j]. La prononciation du grec standard fait état d’une réelle palatisation des vélaires en palatales ([k] > [c] et [x] > [ç]). Les palato-alvéolaires en grec chypriote peuvent être réalisées par des affriquées ([tʃ]) et des fricatives ([ʃ]) :
  1. La palatalisation de κ (κάππα), c’est-à-dire κ > κ̌ : grec standard [c] devient une affriquée douce [tʃ]. Ce son est généralement noté τζι ou par le plus correct κ̌. Par exemple, le grec standard καί [ce] signifiant et devient τζιαί en grec chypriote ou κ̌αί [tʃe]. De même, le grec standard εκείνος [e'cinos] devient en grec chypriote κ̌είνος ['tʃinos]. Ce n’est cependant pas une règle absolue (contre-exemples dont les emprunts au grec standard : κηδεία, κέρδος, άκυρο, ρακέττα).
  2. La palatalisation de khi (χι), c’est-à-dire χ > χ̌ : De la même façon, le grec standard [ç] devient [ʃ]. Ce son est généralement noté σι ou par le plus correct χ̌. Par exemple, le grec standard χέρι ['çeri] signifiant main devient en chypriote grec σιέρι ou χ̌έρι ['ʃeri].

  - La notation σι est courante mais présuppose une voyelle qui suit : σιέρι = <sjeri>. En position de fin de mot ou devant une consonne (dans les emprunts), σι ne peut être utilisé : /paʃ/ < turc baş, "main", ne peut être noté πάσι, car il serait interprété en [pasi]. Comme les diacritiques ne sont pas utilisés hors de la linguistique, les Chypriotes ont fréquemment recours à l’anglais sh : παsh.

- Sonorisation de φ, θ et χ (consonnes aspirées en grec ancien) devant des liquides et nasales, respectivement en β, δ et γ. Ex. γρόνος (dialecte chypriote) au lieu de χρόνος (grec moderne) (= année), άδρωπος (dialecte chypriote) au lieu de άνθρωπος (grec moderne) (= être humain). Le phénomène est partiellement annulé chez les jeunes locuteurs à cause de l’influence du grec standard.
- Suppression des fricatives sonores intervocaliques β, δ, γ ; ex. κοπελλούδιν > κοππελούιν “petit enfant”. Dans les textes de linguistique, la fricative supprimée est quelquefois mise entre parenthèses pour plus de clarté : κοππελού(δ)ιν.
- /θ/ > /x/ : ex. άνθρωπος > άχρωπος “être humain”
- Défrication de [ʝ]/[ç] qui fonctionnent comme semi-voyelles en grec moderne en [c] avec la plupart du temps modification de la consonne précédente. (ex. ποιός [pços] en grec standard serait prononcé πκοιός [pcos], σπίτια [spi'tça] en grec standard serait prononcé σπίθκια [spi'θca]). Ce phénomène va encore plus loin dans certains endroits de Chypre où les locuteurs utilisent par ex. πσοιός [pʃos]
- Les lois externes de sandhi pour les consonnes nasales en fin de mot :
  - /n/ devant bilabiales devient [m] : ex. τον παπαγάλον [tom bapa'ɣalon] le perroquet (acc.).
  - /n/ devant vélaires devient [ŋ] : ex. την κρατικήν [tiŋ grati'kin] le gouvernemental (acc.).
  - Les lois sandhi du grec standard pour la finale de mot [n] ne s’appliquent pas en grec chypriote ; le /n/ est utilisé bien plus fréquemment en grec chypriote.

### Morphologie
- Finale des participes présents en -οντα au lieu du grec moderne -οντας.
- Archaïsmes dont l’usage d’infinitifs en tant que noms (ex. το δειν, le regard)
- En argot le suffixe de dérivation turc -lik, adapté en -λίκκι(ν), est utilisé pour transformer un nom concret en un nom abstrait comme en turc.
Par exemple : «ο πρόεδρος» (le président) devient «το προεδριλίκκι» (la présidence).

Note : L’emprunt de ce type particulier de morphologie turque se trouve également en argot en grec standard, avec par exemple le suffixe -λίκι.
Le chypriote grec utilise deux κ, de nombreuses consonnes étant doublées.
- Les suffixes -ούης/-ούα/-ούι(ν) respectivement pour le masculin, le féminin et le neutre, sont utilisés pour former des diminutifs, à la place du grec standard -άκης/-ίτσα/-άκι. Les suffixes grecs chypriotes dérivent de l’ancien -ούδης/-ούδα/-ούδι(ν) avec chute du δ intervocalique (en).

### Vocabulaire
- Le lexique chypriote moderne contient de nombreux emprunts, notamment l’italien, au provençal, au turc, à l’anglais et à d’autres langues. Ainsi, des locuteurs d’origine non musulmane utilisent deux expressions typiquement musulmanes comme i(n)shalla(h) ou mashalla(h) qui sont entrées dans le vocabulaire.
- Le lexique chypriote contient également un vocabulaire venant du grec ancien et qui n’est plus utilisé en grec moderne standard. Par exemple : Συντυχάννω/λαλώ (talk).

### Syntaxe
- Le verbe être : ένι ou εν au lieu de είναι (grec moderne) ; εν présente une ambiguïté entre la particule négative (grec moderne : δεν), devant le verbe (ex. εν πειράζει = δεν πειράζει “cela ne fait rien”), et la copule (ex. εν δαμε = είναι εδώ “elle est là”).
- “έννα” utilisé comme particule du futur, contrairement au grec standard “θα” (mais les deux particules sont une contraction de θέλει νά)
- Pronoms personnels :

|              |         |          | Fort                        | Fort                                                     | Fort                                         | Atone          | Atone       |
| Nom.         | Acc.    | Gén.     | Acc.                        | Gén.                                                     |                                              |                |             |
| ------------ | ------- | -------- | --------------------------- | -------------------------------------------------------- | -------------------------------------------- | -------------- | ----------- |
| 1re personne | Sg. Pl. | Sg. Pl.  | εγιώ / εγιώνι / εγώνι εμείς | εμένα(ν) εμάς                                            | εμένα(ν) εμάς                                | με μας         | μου μας     |
| 2e personne  | Sg. Pl. | Sg. Pl.  | εσού / εσούνι εσείς         | εσένα(ν) εσάς                                            | εσένα(ν) εσάς                                | σε σας         | σου σας     |
| 3e personne  | Sg.     | m. f. n. | τούτος τούτη(ν) τούτο(ν)    | τούτο(ν)/τούντο(ν) τούτη(ν)/τούντη(ν) τούτο(ν)/τούντο(ν) | τούτου/τούντου τούτης/τούντης τούτου/τούντου | το(ν) τη(ν) το | του της του |
| 3e personne  | Pl.     | m. f. n. | τούτοι τούτες τούτα         | τούτους/τούντους τούτες/τούντες τούτα/τούντα             | τούτων/τούντων                               | τους τες τα    | τους        |

Note : εγιώ/εγιώνι et εσού/εσούνι ne sont actuellement pas aussi utilisés que les formes du grec standard εγώ et εσύ.
Τούντο est la contraction de Τούτον το, etc. Les deux formes peuvent être utilisées : ex. Τούτον το πράμαν = τούντο πράμαν.
Outre τούτος comme démonstratif générique, il existe également un pronom démonstratif plus spécifiquement spatial τζείνος, -η, -ο (“lui, elle, ça là-bas”). (du grec standard εκείνος).
- L’ordre du verbe et des pronoms personnels est différent du grec moderne, par exemple :
  - « (Il) m’a dit » en chypriote se dit : «Είπεν μου» alors qu’en grec moderne standard cela se dit : «Μου είπε».

### Logiciels
- Clavier Chypriote Grec avec IPA Symboles
- Clavier Polytonique Chypriote Grec